# Tempio Foguang
Il tempio di Foguang (佛光寺S, Fóguāng-sìP) è un tempio buddhista ubicato a 5 km da Doucun, nella contea di Wutai, provincia dello Shanxi, Cina. La sala principale del tempio è la Grande sala orientale, costruita nell'857, durante la dinastia Tang (618-907). È la terza struttura di legno più antica conservata in Cina. Fu riscoperto nel 1937 dallo storico architetto del XX secolo Liang Sicheng (1901-1972), mentre una sala più antica del tempio di Nanchan venne scoperta l'anno dopo dalla stessa squadra. Il tempio comprende anche un'altra importante sala risalente al 1137, chiamata Sala di Mañjuśrī. Inoltre, la seconda pagoda più antica esistente in Cina (dopo la pagoda di Songyue), datata al secolo VI, è sita nei terreni del tempio. Nel 2009, fu registrato tra i patrimoni dell'umanità dell'UNESCO come parte del Monte Wutai. È in corso il suo restauro.

## Storia
Il tempio fu fondato nel secolo V sotto gli Wei Settentrionali. Dal 785 all'825 il tempio subì un periodo intenso di costruzione, quando s'edificò un padiglione di tre piani alto 32 m. Nell'845, l'imperatore Tang Wuzong proibì il buddhismo in Cina. Come parte della persecuzione, il tempio fu raso al suolo, e si conservò solo la pagoda Zushi, appartenente alla storia antica del tempio. Dodici anni più tardi, nell'857, il tempio fu ricostruito, insieme alla Grande sala orientale che venne riedificata nell'antico sito d'un padiglione a tre piani. Una donna chiamata Ning Gongyu (宁公遇S, Níng GōngyùP) finanziò la costruzione della sala, che venne diretta da un monaco di nome Yuancheng. Nel secolo X, una raffigurazione del tempio di Foguaang venne dipinta nella caverna 61 delle Grotte di Mogao. Tuttavia, gli autori di tale dipinto probabilmente non ebbero mai l'occasione di vedere il tempio, poiché la sala principale della pittura è un edificio bianco di due piani con un tetto verde-smalto, lungi dal rosso e bianco delle Grande sala orientale. Il dipinto indica che il tempio di Foguang era una fermata importante per i pellegrini buddhisti. Nel 1137, durante la dinastia Jīn, la sala di Manjusri venne eretta nel lato nord del tempio, insieme ad un'altra sala dedicata a Samantabhadra, che venne compiutamente bruciata durante la dinastia Qing (1644-1912).
Nel 1930, la Società per la ricerca nell'architettura cinese iniziò una ricerca di antiche costruzioni cinesi; nel 1937, il settimo anno d'indagine, un gruppo di architetti capeggiato da Liang Sicheng scoprì che il tempio di Foguang risaliva alla dinastia Tang. Liang riuscì a datare la costruzione dopo che sua moglie trovò un'iscrizione in una delle travi. La precisione della data fu confermata dallo studio di Liang sul complesso templare, che concordavano colle informazioni note sull'architettura Tang.

## Configurazione

Pianta del tempio

A differenza di molti altri templi che sono orientati in una posizione nord-sud, il tempio di Foguang è orientato in una posizione est-ovest per via della presenze di montagne a est, a nord e a sud. Si crede infatti che avere le montagne alle spalle d'un edificio migliori il suo fengshui. Il tempio è costituito da due sale principali. La sala settentrionale è chiamata Sala di Manjusri e fu eretta nel 1137 durante la dinastia Jin. La sala più estesa, la Grande sala orientale, fu edificata nell'857 durante la dinastia Tang. Un'altra grande sala, conosciuta come Sala di Samantabhadra, si trovava nel lato sud del monastero, ma è stata distrutta.

### Grande sala orientale

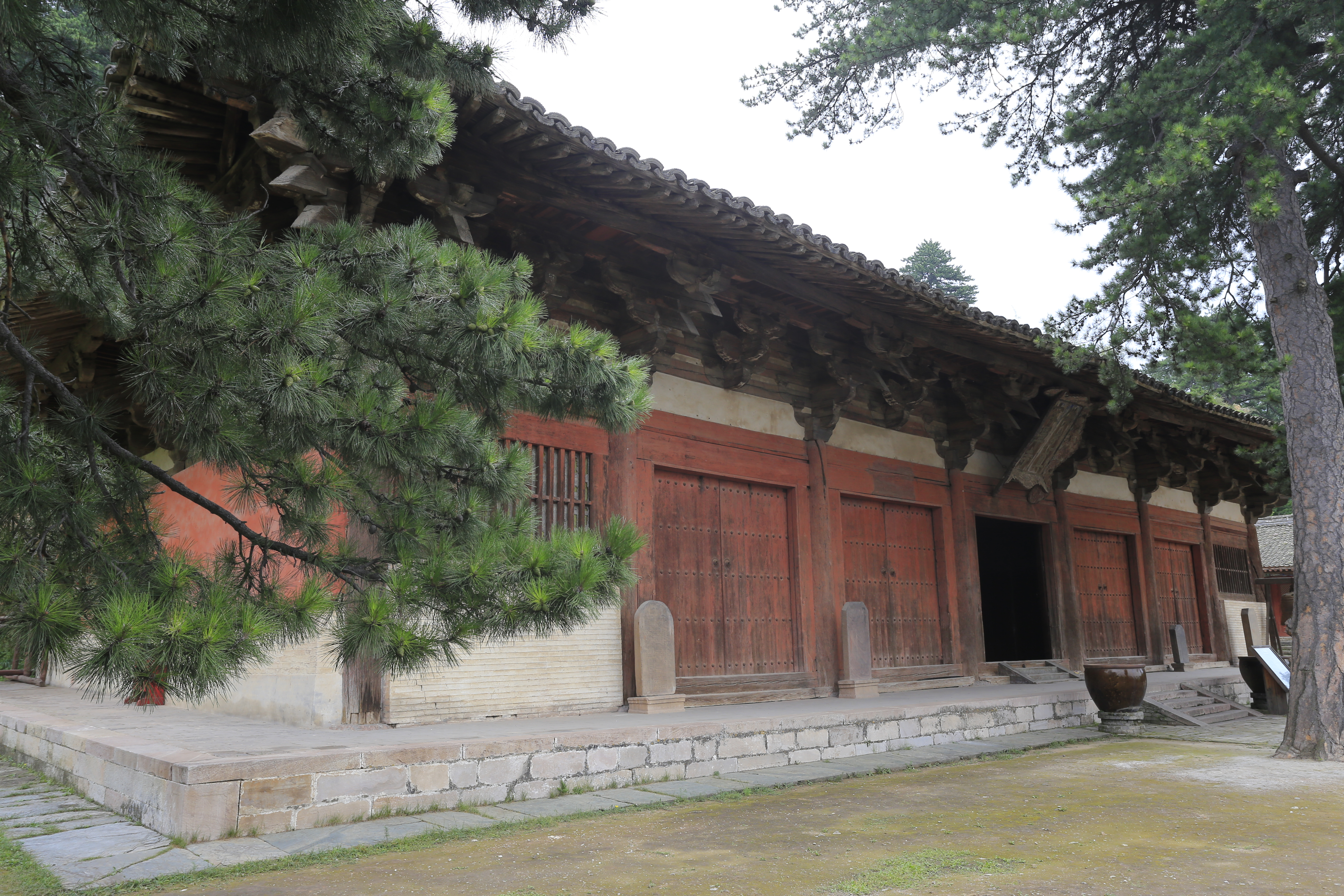
L'entrata anteriore della Grande sala orientale

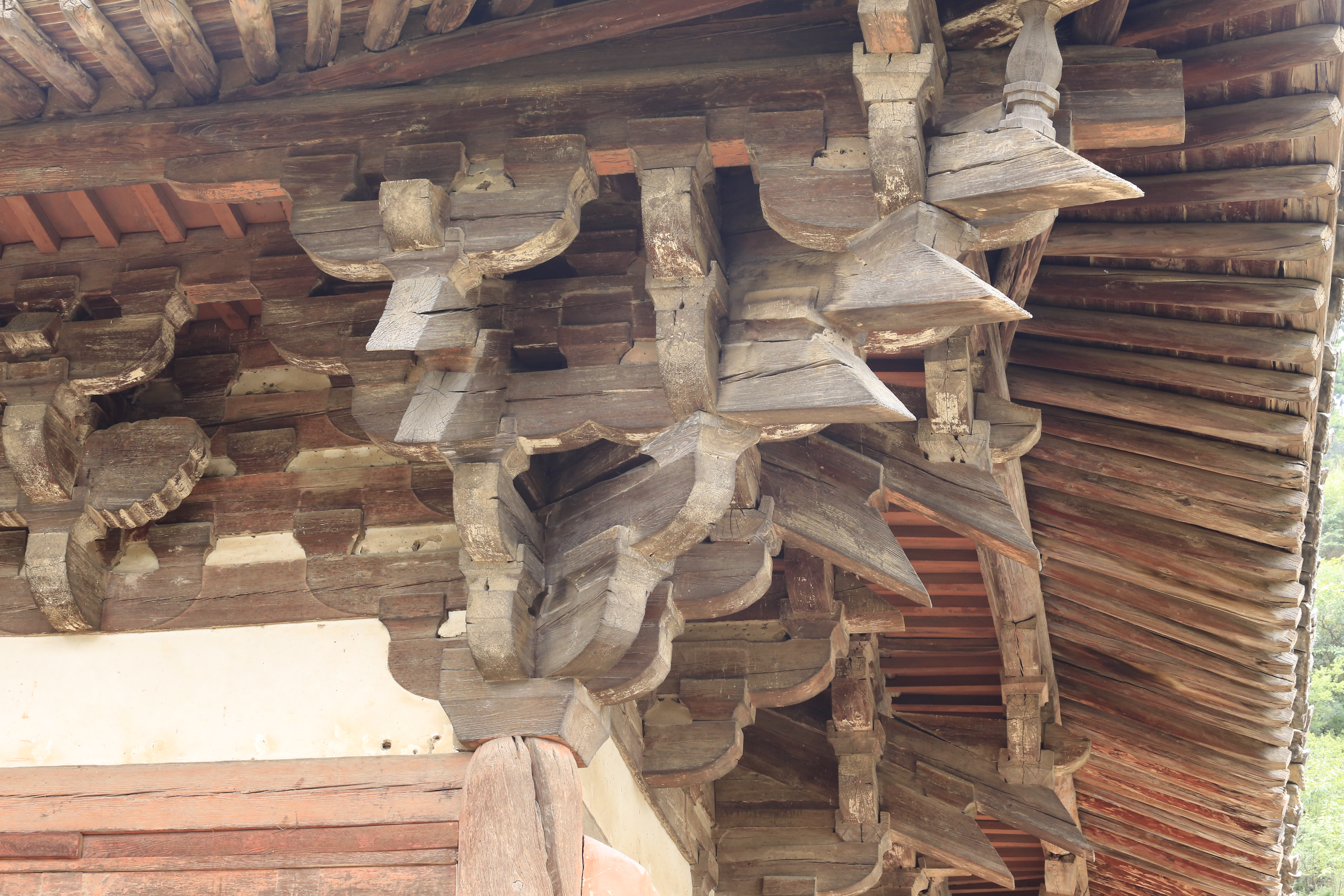
Particolare delle mensole del cornicione del Dong Dadian

Risalente all'857, epoca Tang, la Grande sala orientale (東大殿T, 东大殿S, Dōng dàdiànP) è la terza costruzione di legno più antica della Cina, dopo il tempio di Nanchan, datato al 782, e dopo la sala principale del tempio dei Cinque draghi, costruita nell'831. La sala si trova sul lato più orientale del tempio, al di sopra d'una piattaforma di pietra. Si tratta d'una struttura ad un unico piano che misura 34 x 17,7  m, ed è sorretto da delle serie di colonne sia interne che esterne. Al di sopra di ogni colonna vi è un complicato raggruppamento di beccatelli comprendenti sette tipi diversi di dougong, che iniziano a un terzo dell'altezza della colonna stessa. Allo scopo di sostenere il tetto della sala, ogni intreccio di beccatelli è collegato da traverse a forma di mezza luna, che formano così un anello interno al di sopra della serie di colonne interne, e un anello esterno sulle colonne esterne. La sala ha un soffitto in transenna che nanconde buona parte della struttura del tetto. La copertura a padiglione e l'organizzazione estremamente complessa dei beccatelli sono una testimonianza dell'importanza della Grande sala orientale nell'architettura Tang. Secondo il trattato di architettura del secolo XI Yingzao fashi, la Grande sala orientale si posiziona come un edificio di settimo livello in una scala di otto livelli. Ciò conferma che la Grande Sala orientale fosse un edificio importante dell'epoca Tang e l'esempio più autentico dell'architettura lignea di tale epoca, non sopravvivendo nessun'altra costruzione di questo periodo con un rango così alto.
Nella sala si trovano trentasei sculture e in ogni parete sono presenti murali risalenti alla dinastia Tang e a periodi posteriori. Sfortunatamente, le statue persero molto del loro valore artistico quando furono ridipinte negli anni 1930. Il centro della sala reca una piattaforma con tre grandi statue di Sakyamuni, Amitabha e Maitreya, seduti su delle sedie a forma di loto. Ogni statuta è affiancata da un assistente e antistante a un bodhisattva. Vicino alla piattaforma sono presenti le statue di Mañjuśrī che cavalca un leone e Samantabhadra su un elefante. Due re celesti si trovano in ogni lato della piattaforma. Due statue raffiguranti la benefattrice della sala, Ning Gongyu, e uno dei monaci che contribuirono alla sua costruzione, Yuancheng, sono presenti nel retro della sala. È presente una grande murale che mostra gli eventi del Jātaka, ovvero le cronache delle vite anteriori del Buddha. Murali minori mostrano invece Manjusri e Samatabhadra che radunano dei donatori per contribuire alla manutenzione del tempio.

### Sala di Manjusri

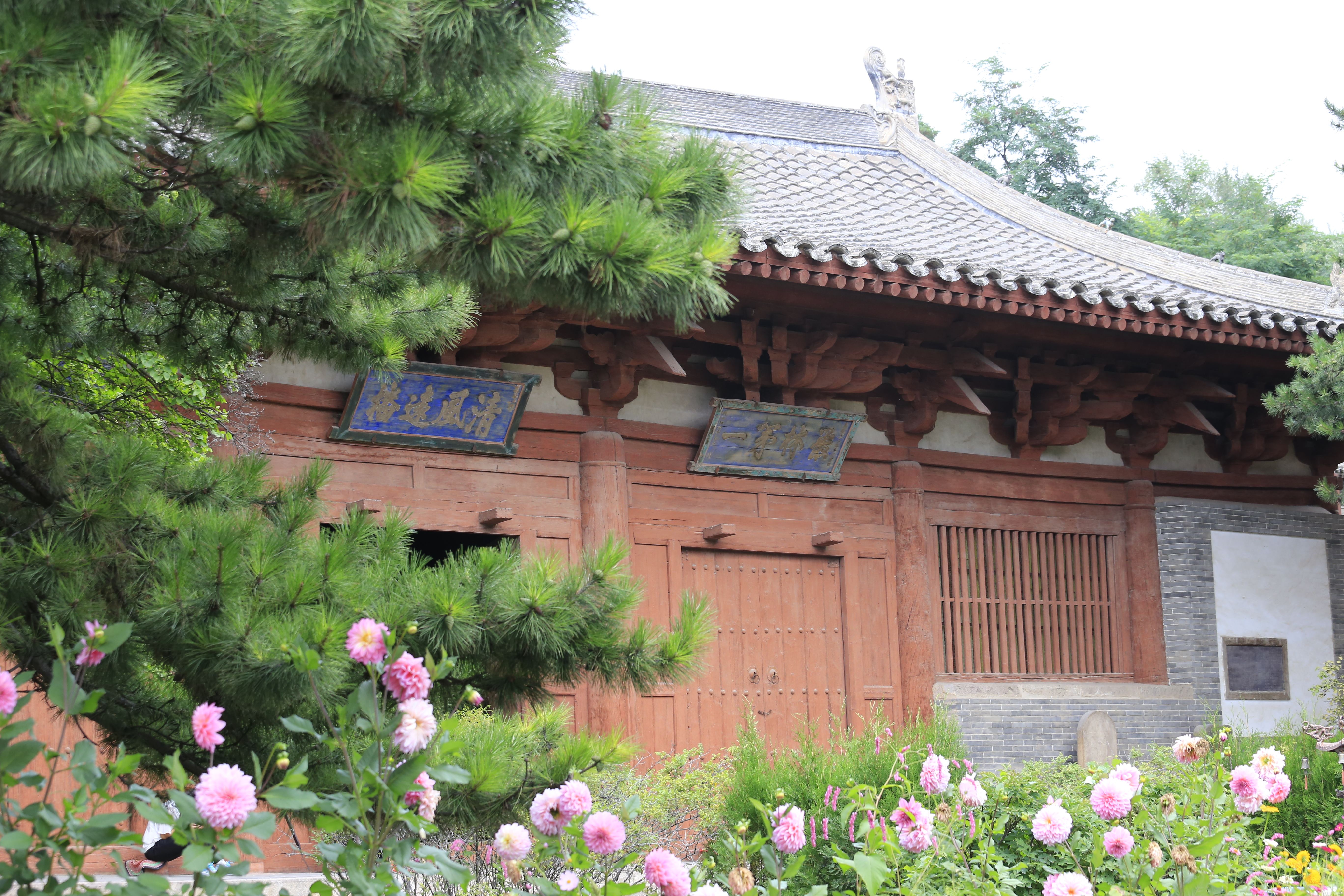
Sala di Majusri, costruita nel 1137

Sul lato nord del cortile del tempio c'è la Sala di Mañjuśrī (文殊殿S, Wénshū diànP). Venne eretta nel 1137 durante la dinastia Jīn e ha dimensioni simili a quelle della Sala orientale. È posta su una piattaforma alta 83 cm, reca tre porte anteriori, una porta posteriore centrale, e un tetto aggettante a quattro falde con un unico timpano. L'interno della sala ha solo quattro pilastri di sostegno. Al fine di sopportare il grande tetto, furono impiegate traverse diagonali. Su ogni parete sono presenti raffigurazioni di arhat dipinti nel 1429 durante la dinastia Ming.

### Pagoda Zushi

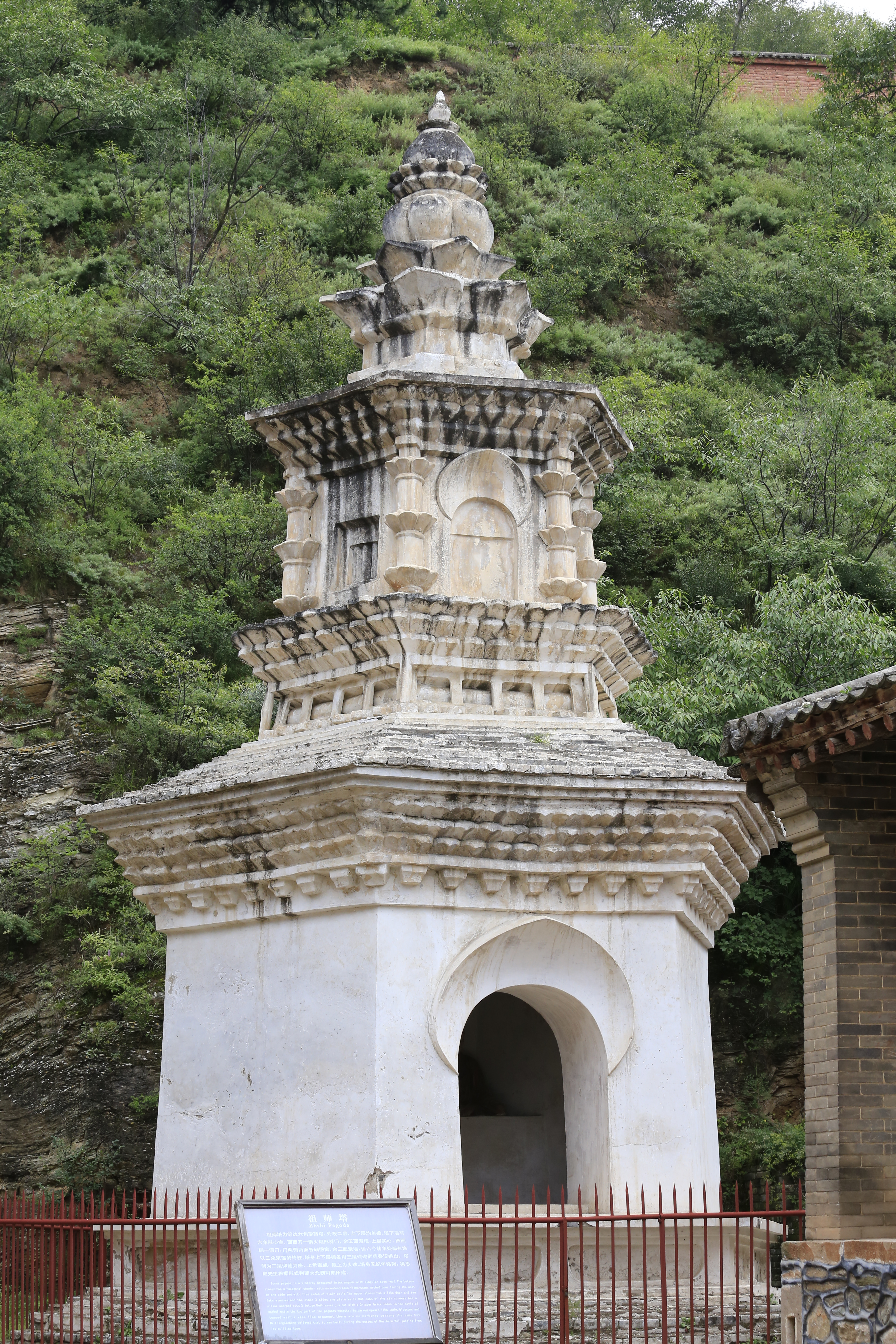
La pagoda Zushi

La pagoda Zushi (祖师塔S, Zǔshī tǎP) è una piccola pagoda funeraria posta a sud della Grande Sala Orientale. Benché non sia chiara la data esatta della sua costruzione, si suppone che sia stata edificata sotto gli Wei Settentrionali (386-534) o durante i Qi Settentrionali (550-577), e conterrebbe le tombe dei fondatori del monastero. È bianca, con una pianta esagonale e alta 6  m. Il primo piano della pagoda presenta una camera esagonale, mentre il secondo piano è puramente decorativo. La pagoda è decorata con petali di loto e il campanile sostiene una preziosa bottiglia a forma di fiore.

### Pilastri funerari
I terreni del tempio comprendono due pilastri funerari Tang. Il più antico, alto 3,24  m con forma esagonale, fu eretto nell'857 durante la costruzione della Grande Sala Orientale.

## Storia recente
A partire dal 2005, la Global Heritage Fund, insieme all'Università Tsinghua (Pechino), ha operato per la conservazione del patrimonio culturale della Grande sala orientale del tempio di Foguang. La sala non ha subito nessuna opera di restaurazione dal secolo XVII e presenta danni dovuti all'acqua e le travi in decomposizione. Sebbene il tempio sia sotto restauro, esso è aperto al pubblico. Nel 26 giugno 2009, il monastero fu registrato tra i patrimoni dell'umanità dell'UNESCO come parte del Monte Wutai.